# Basilio mano di rame
Basilio Mano di Rame (in greco Βασίλειος ὁ Χαλκόχειρ?, Basileios ho Chalkocheir; ... – 932 circa) era un capo ribelle bizantino attivo in Bitinia negli anni '20 e nei primi anni '30 del X secolo.

## Biografia
Basilio nacque in Macedonia (o probabilmente nel thema di Macedonia). Negli anni '20 del X secolo, nel thema di Opsikion in Bitinia, assunse il nome del generale Costantino Ducas, ucciso durante un tentativo di colpo di Stato nel 913, e raccolse un grande seguito. Tuttavia, fu arrestato dai tourmarches locali e portato a Costantinopoli, dove fu processato dall'eparca e gli fu tagliata una mano.
Tornato nell'Opsikion, si costruì una mano di rame che reggeva una grande spada, raccolse poveri e indigenti e iniziò una ribellione. Con i suoi seguaci, si impadronì della roccaforte di Plateia Petra e ne fece la sua base. I ribelli saccheggiarono indiscriminatamente le campagne circostanti e tornarono con il loro bottino a Plateia Petra. La rivolta fu infine sedata dall'esercito imperiale e Basilio fu riportato a Costantinopoli. Lì accusò diversi signori di essere coinvolti nella rivolta, ma un'inchiesta dimostrò la falsità di queste affermazioni ed egli fu bruciato sul rogo al Foro Amastriano della città. La rivolta, datata tra il 928 e il 932 circa, è spesso vista come una rivolta popolare che esprime il malcontento dei contadini, e un importante incentivo per la legislazione agraria dell'imperatore Romano I Lacapeno (r. 920-944) del 934.